# Yamaha V-Max
La Vmax es una motocicleta fabricada por Yamaha. Su primer modelo fue presentado en 1984, en Los Ángeles, y tuvo su producción iniciada en 1985 exclusivamente para los Estados Unidos. Estaba equipada con un motor V4, con 1198 cc  140 caballos de potencia.